# Jack Armstrong (seriado)
Jack Armstrong é um seriado estadunidense de 1947, gênero aventura, dirigido por Wallace Fox, em 15 capítulos, estrelado por John Hart, Rosemary LaPlanche e Claire James. Foi produzido e distribuído pela Columbia Pictures, e veiculou nos cinemas estadunidenses a partir de 6 de fevereiro de 1947.
Foi o 32º entre os 57 seriados produzidos pela Columbia Pictures, e foi baseado na série de rádio “Jack Armstong, All American Boy”.

## Sinopse
Vic Hardy, um cientista que trabalha para a companhia de aviação de Jim Fairfield, é raptado pela gangue de Jason Grood, após te descoberto emissões radioativas na base secreta da ilha de Grood, que pretende conquistar o mundo e força Hardy a ser seu assistente.
Fairfield, ao lado de seus sobrinhos Betty e Billy, e ajudado pelo herói Jack Armstrong, tenta resgatar Hardy e parar os planos de Grood. Eles são ajudados pela lider da tribo nativa, Princesa Alura.

## Jack Armstrong no rádio
Uma das primeiras e mais lembradas aventuras juvenis Jack Armstrong, The All-American Boy, foi criada em Chicago, pela agência de publicidade Blackett-Sample-Hummert e o escritor Robert Hardy Andrews. Transmitindo o show de WBBM/Chicago, a CBS lançou Jack Armstrong em 31 de julho de 1933; posteriormente foi veiculado na CBS, NBC e finalmente ABC, tendo a duração de 1933 a 1951.
O show é centrado no estudante do Colégio Hudson, Jack Armstrong, e seus amigos Billy e Betty Fairfield. De 1933 a 1950, o trio se juntou a Billy e o tio de Betty, Jim, para uma série de aventuras. Durante a temporada de 1950-51, Jack tornou-se um agente do governo e o show foi renomeado Armstrong of the SBI.

## Elenco
- John Hart … Jack Armstrong
- Rosemary LaPlanche … Betty Fairfield
- Claire James … Princesa Alura, líder da tribo nativa da ilha
- Joe Brown, Jr. … Billy Fairfield
- Pierre Watkin … Tio Jim Fairfield, proprietário da companhia de aviação
- Wheeler Oakman … Professor Hobart Zorn
- Jack Ingram … Blair
- Eddie Parker  … Slade
- Hugh Prosser … Vic Hardy
- Charles B. Middleton … Jason Grood

## Capítulos
1. Mystery of the Cosmic Ray
2. The Far World
3. Island of Deception
4. Into the Chasm
5. The Space Ship
6. Tunnels of Treachery
7. Cavern of Chance
8. The Secret Room
9. Human Targets
10. Battle of the Warriors
11. Cosmic Annihilator
12. The Grotto of Greed
13. Wheels of Fate
14. Journey into Space
15. Retribution

Fonte:

## Seriado no Brasil
Jack Armstrong, sob o título O Homem de Ferro, foi aprovado pela censura brasileira em 6 de fevereiro de 1948, portanto, é provável que o seriado tenha estreado em 1948.